# Geschiedenis van Nepal
Aangenomen wordt dat de eerste bewoners van de Kathmandu-vallei in Nepal van Tibetaanse (Mongoolse) afkomst waren. Zij brachten het boeddhisme met zich mee en omstreeks de 3e eeuw v.Chr. was Nepal een belangrijk centrum van de boeddhistische cultuur.
Vanaf het begin van de 13e eeuw kwamen er Hindoes die op de vlucht waren voor de moslims, uit Noord-India Nepal binnen. Onder hen bevonden zich vorstelijke geslachten uit Rājāsthan en hieruit ontstond in de loop van de 13e eeuw de Malla-dynastie, die in de 15e eeuw haar hoogtepunt bereikte. Tegen het eind van die eeuw leidden familievetes tot het uiteenvallen van het rijk.

## Prinsdom Gurkha

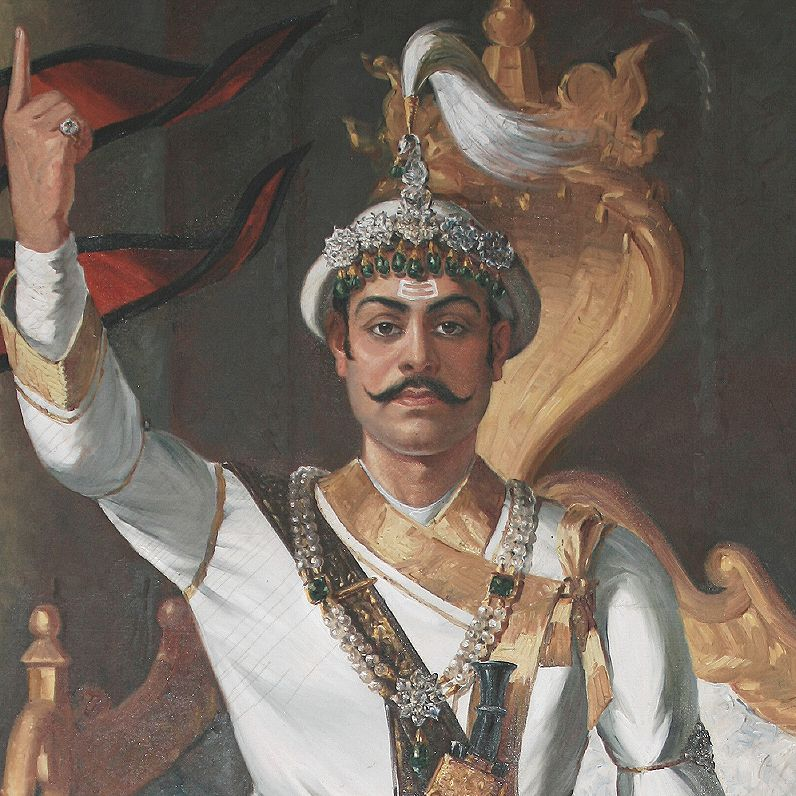
King Prithvi Narayan Shah of Nepal

In 1768 - 1769 werd Nepal verenigd onder de heerschappij van de Prithvi Narayan Shah - vorst van het prinsdom Gurkha en nazaat van een ander vorstengeslacht uit Rājāsthan - die in 1768 tot koning werd gekroond.
Al vanaf het midden de 17e eeuw werden Tibetaanse munten in Nepal geslagen. Aan het eind van de 18e eeuw leidde langdurige verschillen van opvatting over de waarde van de munt tot twee invasies in Tibet door de gurkha's in 1788 en 1791.
De interventie van een omvangrijk Chinees leger van circa 20.000 soldaten was noodzakelijk om de gurkha's het land weer uit te drijven. Het Chinese leger achtervolgde het Nepalese leger tot in de directe omgeving van Kathmandu, waar het zich uiteindelijk overgaf.
Nepal werd gedwongen een vernederend vredesverdrag te sluiten
Met dit verdrag van Betrawoti verloor Nepal alle voorrechten die het voorheen in Tibet bezat. Een van de bepalingen uit het verdrag is, dat Nepal tribuutplichtig aan China wordt. Eén maal per vijf jaar zal er vanuit Nepal een missie naar Peking reizen.
In het begin van de 19e eeuw probeerde Nepal zijn grondgebied in zuidelijke richting (Noord-India) uit te breiden, terwijl de Britse Oost-Indische Compagnie vanuit het zuiden dit gebied binnendrong. De conflicten liepen uit op een oorlog tussen de Britten en Nepal, die duurde van 1814 tot 1816 en waarin Nepal een nederlaag leed. Omdat het land van weinig betekenis was voor de Britse handel en omdat de Nepalese Gurkha-soldaten in eerste instantie betrouwbare bondgenoten waren, maakten de Britten van Nepal geen kolonie.

## Rana

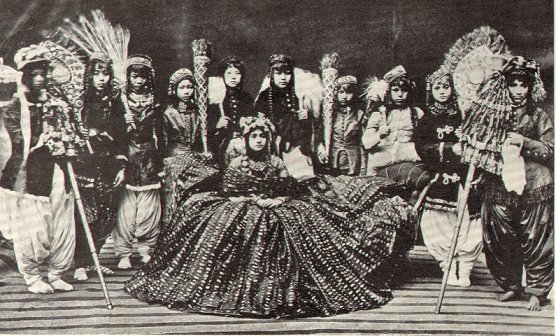
Koningin Rani van Nepal, 1920

De Shahs raakten in 1846 hun feitelijke macht kwijt, toen Jung Bahadur Kunwar de regeringsmacht naar zich toetrok. Hij benoemde zichzelf tot premier, onder de titel Rana en maakte dit ambt erfelijk. De koning moest gehandhaafd blijven, omdat het volk hem beschouwde als reïncarnatie van de hindoe-god Vishnoe.
In zijn buitenlands beleid had Jang Bahadur onder meer deze drie doeleinden:
• Nepal in militair en politiek opzicht tot een regionale grootmacht maken
• Herstel van de bevoorrechte positie van Nepalese handelaren in Tibet
• Revanche op de vernedering in Tibet van 1792.
In 1850 breekt in China de Taiping-opstand uit. Jang Bahadur taxeert dat China niet in staat is tot enige militaire actie in Tibet.
Hij gebruikte het voorwendsel van een slechte behandeling van Nepalese handelaren in Tibet op de terugreis van Peking naar Kathmandu om in april 1855 het land binnen te vallen. Dat leidde tot de Tibetaans-Nepalese Oorlog van 1855 en 1856. Het daarna gesloten verdrag van Thapatali geeft Nepal tot aan de Britse Veldtocht in Tibet in 1903 een zeer dominante positie in Tibet.

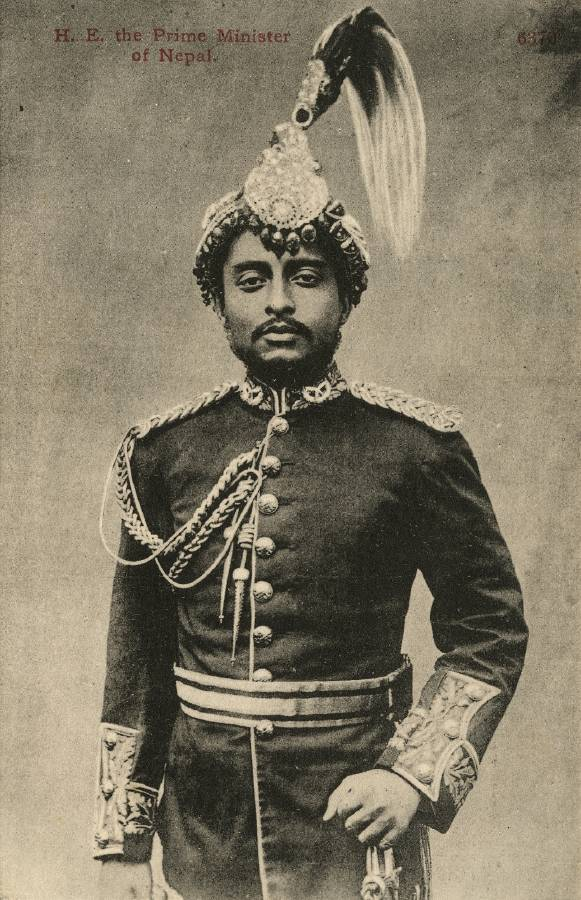
Primer Minster Chandra Shamsher Jang Bahadur Rana (1901-1929) of Rana Kshatriya nobility

De Rana-familie verbond zich met de Britten en beheerste al spoedig alle sectoren van de Nepalese samenleving. Met steun van de Britten onderdrukten de Rana's op meedogenloze wijze alle oppositie tegen hun bewind.

## Nepali Congress

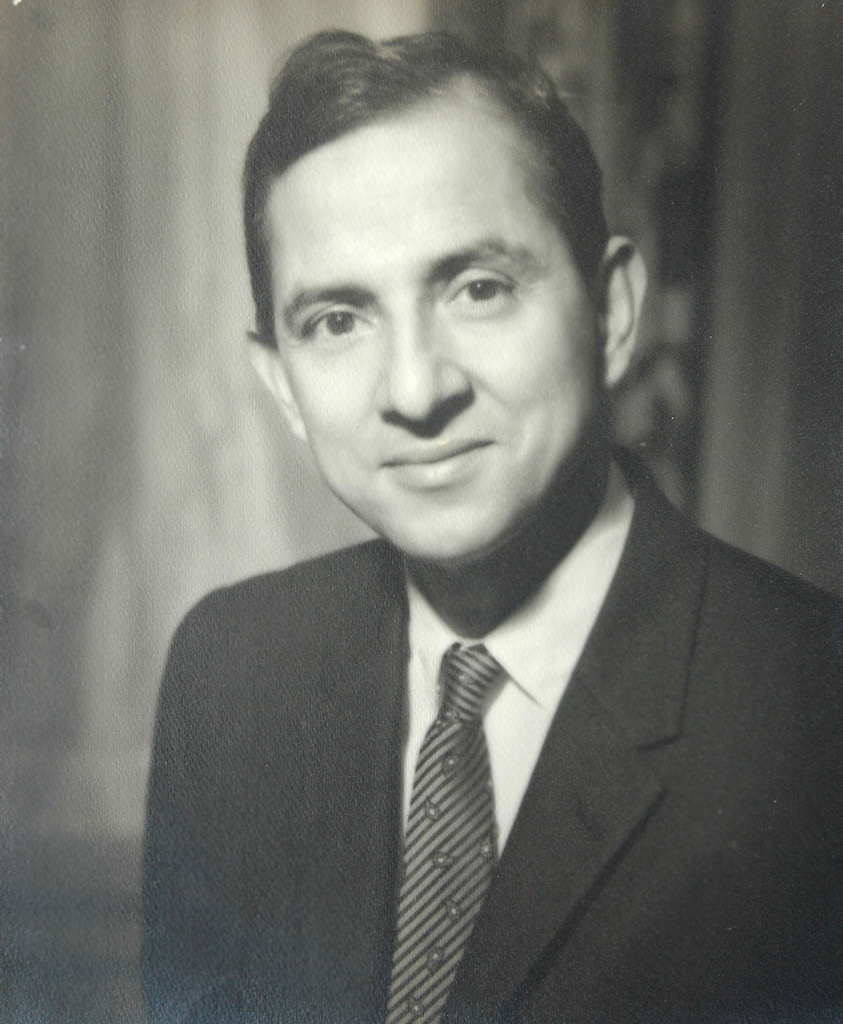
Bishweshwar Prasad (B.P.) Koirala, Former Chairman of Nepali Congress party

De vrijheidsstrijd van India in de jaren dertig en jaren veertig van de 20e eeuw, die uitmondde in de onafhankelijkheid in 1947, liet ook de Nepalezen niet onberoerd en leidde tot groeiende ontevredenheid over het Rana-regime. In 1947 werd in Calcutta het Nepali National Congress opgericht, een politieke partij die zich tegen de Rana's keerde. In 1948 kwam de Rana-regering met voorstellen het bestaande bestuur te liberaliseren en het volk indirect invloed te geven. Dit was aanleiding tot de oprichting van het Nepali Democratic Congress.
In 1950 gingen de twee partijen een fusie aan en vormden de Nepalese Congrespartij, die in het geheim werd gesteund door koning Tribhuvana. In hetzelfde jaar deed het Nepali Congress een greep naar de macht, die het eind van het Rana-bewind inluidde en het koninklijk gezag herstelde. De Rana's gaven zich niet zo snel gewonnen en in januari 1951 werd er een compromis bereikt dat er een kabinet zou worden gevormd van vijf Rana's en vijf leden van het Nepali Congress. In februari keerde de koning terug van zijn ballingschap in India.
De gemengde regering was geen succes en in november 1951 nam het laatste Rana-lid ontslag. Er volgde een periode van politieke onrust met tien regeringen in negen jaar. In deze periode stierf koning Tribhuyana (1955), hij werd opgevolgd door zijn zoon Mahendra. Koning Mahendra kondigde in 1959 de eerste grondwet van Nepal aan. Deze voorzag in de instelling van een parlement bestaande uit twee kamers, waarvan de tweede gekozen zou worden.
Bij de verkiezingen, die later dat jaar werden gehouden, veroverde het Nepali Congress 74 van de 109 zetels in de gekozen kamer. De regering bleef echter slechts 19 maanden aan het bewind.
Onder nog steeds niet opgehelderde omstandigheden pleegde koning Mahendra een staatsgreep.

## Monarchie
In 1962 verklaarde de koning dat Nepal nog niet klaar was voor een democratie naar westers model, en vaardigde een nieuwe grondwet uit, die de macht van de monarchie bevestigde en die het partijloze panchayat-systeem voor het overheidsbestuur instelde. Koning Mahendra stierf in 1972 en werd opgevolgd door zijn zoon Birendra (Virendra).
De politieke situatie in Nepal veranderde echter nauwelijks. Het verboden Nepali Congress kreeg aanhang onder de studenten en bleef een haard van ontevredenheid en verzet. In april en mei 1979 braken er studentenonlusten uit, die op gewelddadige wijze werden onderdrukt.

## Hervormingen
De onrust in het land deed de koning echter inzien dat er politieke hervormingen nodig waren. Hij kondigde dan ook een nationaal referendum aan, waarbij de bevolking kon kiezen tussen voortzetting van het politieke systeem in aangepaste vorm of instelling van een democratisch meerpartijenstelsel.
Alle volwassenen hadden stemrecht en konden in het geheim hun stem uitbrengen. Er werd amnestie verleend aan ballingen en politieke gevangenen, zodat ook zij hun stem konden uitbrengen.
De uitslag van de stemming die werd gehouden op 2 mei 1980 en waarbij 67% van de stemgerechtigden hun stem uitbracht, was een bescheiden overwinning (55%) van de voorstanders van een hervormd panchayat-stelsel. Na het referendum vormde koning Virendra een constitutionele hervormingscommissie, die veranderingen moest voorstellen in het panchayat-systeem.

## Onderdrukking
In juni 1980 kondigde de regering wetten af die een ernstige beperking betekenden van de politieke vrijheid en een verbod op alle politieke organisaties. Het kiesrecht bleef echter wel gehandhaafd en op 9 mei 1981 werden verkiezingen gehouden voor de 112 beschikbare zetels in de tweede kamer.
Tot 1990 was Nepal een dictatuur waarin de koning een alleenheerschappij had. Door massale protesten werd in dat jaar een parlementaire democratie uitgeroepen. In de praktijk bleek daar echter vrijwel niets van terecht te komen. Toen er in 1996 verkiezingen waren waar de Verenigde Communistische Partij van Nepal (Maoïstisch) niet aan mee mocht doen, besloot zij onder leiding van Prachanda met geweld de machthebbers te verdrijven.
Afgezien van de binnenlandse politieke situatie was het belangrijkste probleem waar Nepal in de jaren 80 voor werd gesteld, het oplossen van de ernstige sociale en economische vraagstukken: een groeiende bevolkingsdruk, een trage economische ontwikkeling, een gebrekkig verkeersnet en onvoldoende sociale voorzieningen. Dit is tot op vandaag de dag nauwelijks veranderd, en Nepal geldt als een van de armste landen van Centraal-Azië.

## Burgeroorlog
De Nepalese Burgeroorlog was van 1996 tot 2006 een binnenlands gewapend conflict tussen maoïstische rebellen en het regeringsleger van het Koninkrijk Nepal. Het conflict heeft aan zo'n 13.000 mensen het leven gekost en leidde er uiteindelijk toe dat de monarchie werd afgeschaft en de staat een seculiere federale republiek werd.
In korte tijd kwamen grote gebieden onder controle van de maoïstische rebellen. In de dichtstbevolkte gebieden bleven de regeringstroepen weerstand bieden.
In 2001 schoot kroonprins Dipendra onder invloed van alcohol en andere drugs een groot deel van zijn familie (waaronder zijn vader Birendra) dood en pleegde vervolgens zelfmoord. De reden daarvan is tot op heden nog een raadsel, maar de rebellen maakten er dankbaar gebruik van en verhevigden de strijd in een poging om het nog overgebleven deel van het koningshuis te verdrijven.
In tegenstelling tot de inmiddels vermoorde Birendra, die de strijd zo veel mogelijk probeerde te sussen, besloot zijn broer en opvolger Gyanendra frontaal in de aanval te gaan tegen de rebellen. Het gevolg hiervan was dat er zowel bij de rebellen áls bij de regeringstroepen veel slachtoffers vielen. Daarnaast stegen ook de aantallen burgerslachtoffers schrikbarend. Door alle partijen werden de mensenrechten in Nepal op grote schaal geschonden.
Als gevolg van de verhevigde burgeroorlog stortte het toerisme (enige noemenswaardig bron van inkomsten voor Nepal) volledig in. Omdat de rebellen werden beschuldigd van terrorisme was de Nepalese regering in staat om in het buitenland wapens aan te schaffen tegen gereduceerd tarief.

## Afloop en nasleep
De steun van de Nepalese bevolking voor het bewind van Gyanendra nam steeds verder af terwijl de maoïsten steeds meer terrein wonnen. Toen in april 2006 de koning een grondwettelijke staatsgreep pleegde, leidde dit tot een spontane volksopstand. De rebellen kondigden een wapenstilstand af en traden in onderhandelingen met de zes andere politieke partijen, terwijl een algemene staking in werking trad. De door het regime ingestelde spertijd verhinderde dit niet, en toen het leger hardhandig ingreep kwam het tot massale pro-democratische en antiregeringsdemonstraties in de hoofdstad Kathmandu, waarbij politie en leger grotendeels afzijdig bleven. Onder deze druk herstelde koning Gyanendra de bevoegdheden van het parlement en ging akkoord met een door de zeven partijen voorgestelde interim-regering onder leiding van premier Girija Prasad Koirala. Dit was de maoïsten aanvankelijk onvoldoende: men eiste de afschaffing van de monarchie en de instelling van een grondwetgevende vergadering, en dreigde de wapens op te nemen als hier niet aan voldaan werd.
Uiteindelijk ging men toch akkoord met een drie maanden durende wapenstilstand en het democratische proces een kans te geven. Op 18 mei tekende de interim-regering een akte die het parlement een leger van 90.000 soldaten gaf, het Nepalese koningshuis de meeste rechten ontnam en enkele verplichtingen stelde, en de hindoeïstische staatsgodsdienst afschafte om een seculiere staat in te stellen. Op 21 november 2006 werd tussen de regering en de maoïstische rebellen een definitieve vredesovereenkomst gesloten die de burgeroorlog formeel beëindigde. Uiteindelijk werd in 2008 ook de monarchie afgeschaft en Nepal werd een federale republiek.